# Robert Luketic

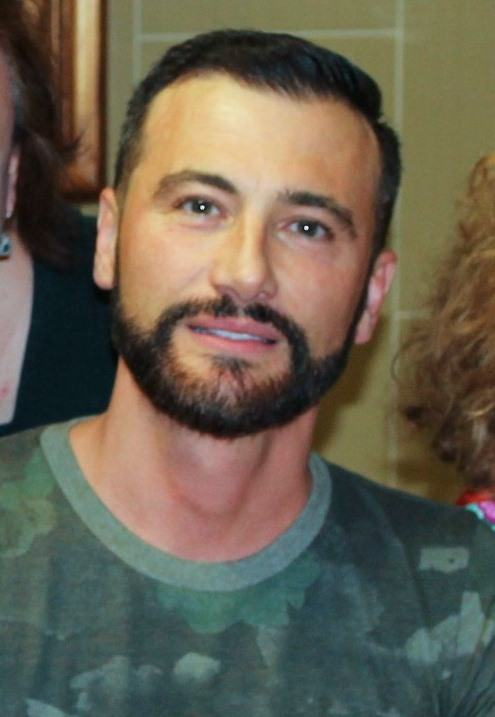
Robert Luketic (2016)

Robert Luketic (* 1973 in Sydney) ist ein australischer Regisseur mit kroatischen Wurzeln.

## Leben
Luketic absolvierte die Victorian College of the Arts in Melbourne. 1997 veröffentlichte er den Kurzfilm Titsiana Booberini, der unter anderem auf dem Sundance Film Festival zu sehen war und mit einem Preis beim Aspen Shortsfest ausgezeichnet wurde. 2001 drehte Luketic Natürlich blond (Legally Blonde) mit Reese Witherspoon in der Hauptrolle. 2004 folgte mit Total verknallt in Tad Hamilton (Win a Date with Tad Hamilton!) sein zweiter Spielfilm. 2005 drehte er mit Jennifer Lopez und Jane Fonda Das Schwieger-Monster (Monster-in-Law). 2008 führte Luketic beim Filmdrama 21 Regie, 2009 folgte die Komödie Die nackte Wahrheit (The Ugly Truth).
2010 kam seine Gangsterkomödie Kiss & Kill ins Kino, in der Ashton Kutcher und Katherine Heigl die Hauptrollen spielten. 

## Filmografie (Auswahl)
- 2001: Natürlich blond (Legally Blonde)
- 2004: Total verknallt in Tad Hamilton (Win a Date with Tad Hamilton!)
- 2005: Das Schwieger-Monster (Monster-in-Law)
- 2008: 21
- 2009: Die nackte Wahrheit (The Ugly Truth)
- 2010: Kiss & Kill (Killers)
- 2013: Paranoia – Riskantes Spiel (Paranoia)